# Hüsamettin Tut
Hüsamettin Tut (sinh 1 tháng 1 năm 1991) là một cầu thủ bóng đá Thổ Nhĩ Kỳ thi đấu cho Giresunspor. Anh ra mắt tại Süper Lig ngày 31 tháng 8 năm 2012.